# Putsepleinkerk
De Putsepleinkerk was een gereformeerde kerk aan het Putseplein in Rotterdam.

## Geschiedenis
De kerk werd gebouwd ter vervanging van een eerdere kerk die voor de aanleg van de Maashaven moest wijken. De architecten J.A. Gijzen en A. v. Wezel ontwierpen een grote kruiskerk in neorenaissance stijl (Hollandse neorenaissance), met enkele neoromaanse elementen. Op de noordelijke hoek stond een hoge toren met naaldspits. De kerk had 1146 zitplaatsen. De eerste steen werd op drie augustus 1900 gelegd en op 27 juni 1901 kon de kerk in gebruik worden genomen. Bij de kerk hoorde een pastorie en een christelijke school.
De gereformeerde gemeente in Rotterdam-Zuid groeide snel en binnen enkele decennia werden ook de Sandelingpleinkerk, de Polderstraatkerk en de Breepleinkerk in gebruik genomen. In 1961 werd de Putsepleinkerk gerestaureerd. De laatste jaren van zijn bestaan had de kerk nog een primeur; het was het eerste christelijke gebouw in Nederland dat ook als moskee werd gebruikt. Turkse moslims uit de buurt konden op vrijdag de kerk gebruiken en op zondag was hij weer voor de gereformeerden beschikbaar.

### Einde
De veranderende bevolkingssamenstelling in de Afrikaanderbuurt leidde er tevens toe dat het aantal christelijke gelovigen sterk afnam. De kerk werd in 1980 buiten gebruik gesteld en in 1981 afgebroken. Op deze plaats staat tegenwoordig een bejaardencentrum, waar ook het Wijkpastoraat Bloemhof is gevestigd. Het in 1952 door de firma Valckx & Van Kouteren gebouwde orgel is in 1981 overgebracht naar de Gereformeerde kerk De Ark in Berkel en Rodenrijs.
De pastorie naast de kerk was als zodanig tot 1957 in gebruik. Daarna was hier tot 1974 de kraamkliniek van het Ikazia Ziekenhuis gevestigd. Later kwam het pand in gebruik als de Birlik-moskee.